# Hyperbatus marmoratus
Hyperbatus marmoratus är en stekelart som beskrevs av Luhman 1981. Hyperbatus marmoratus ingår i släktet Hyperbatus och familjen brokparasitsteklar. Inga underarter finns listade i Catalogue of Life.